# 지방도 제749호선
지방도 제749호선은 전북특별자치도 정읍시 산외면 종산삼거리에서 완주군 동상면 신월삼거리를 잇는 전북특별자치도의 지방도이다.
임실군 국사봉로 구간은 옥정호를 끼고 도로가 개설되어 있기 때문에 옥정호반 드라이브코스라고 하여 드라이브 코스로 활용되고 있다.

## 주요 경유지
- 정읍시
  - 산외면 종산삼거리 - 종산1교 - 종산리 - 팽나무교
- 임실군
  - 운암면 운암리 - 마암초등학교 - 운암교삼거리 - 마암리 - 운암삼거리 - (육교) - 입석리 - 쌍암리 - 순환교 - 내량삼거리 - 외량삼거리 - 새터삼거리
  - 신덕면 삼길리 - 삼길삼거리 - 희망교 - 신흥 교차로 - 신흥교 - 신흥리 - 흥덕교 - 신덕리 - 신기교 - 불재
- 완주군
  - 구이면 불재 - 덕천리 - 광곡삼거리 - 광곡리 - 광곡저수지 - 왜목재 (왜목치)
  - 상관면 왜목재 (왜목치) - 신리 - 한일장신대학교 - 어두교 - 신리 교차로 - 신리교 - 신리삼거리 - 신리교 - 상관우체국 - 광암과선교 - 신리교 - 마치교 - 상관저수지 - 원의암교 - 의암리
  - 소양면 OK CC - 유상교 - 화심리 - 화심교 - 화심 교차로 - 신원리 - 율치
  - 동상면 율치 - 사봉리 - 동상면 행정복지센터 - 신월리 - 신월교 - 신월삼거리

## 중복 구간
- 임실군 신덕면 신흥 교차로 ~ 삼길삼거리 : 국가지원지방도 제49호선, 국가지원지방도 제55호선과 중복
- 완주군 소양면 화심 교차로 ~ 동상면 신월삼거리 : 국가지원지방도 제55호선과 중복

## 도로명
- 정읍시 산외면 종산삼거리 ~ 임실군 운암면 운암교삼거리 : 종운로
- 임실군 운암면 운암교삼거리 ~ 운암삼거리 : 구이로
- 임실군 운암면 운암삼거리 ~ 외량삼거리 : 국사봉로
- 임실군 운암면 외량삼거리 ~ 신덕면 삼길삼거리 : 신덕평로
- 임실군 신덕면 삼길삼거리 ~ 완주군 구이면 광곡삼거리 : 불재로
- 완주군 구이면 광곡삼거리 ~ 상관면 신리 교차로 : 왜목로
- 완주군 상관면 상관우체국 ~ 소양면 화심 교차로 : 상관소양로
- 완주군 소양면 화심 교차로 ~ 동상면 신월삼거리 : 동상로